# 황성옛터
〈황성의 적〉(荒城의 跡), 또는 〈황성옛터〉는 일제강점기 한국에서 1928년 발표된 왕평 작사, 전수린 작곡, 이애리수 노래의 대중가요로, 한국인이 첫 번째로 작사와 작곡을 한 대중가요이다. 이때 비슷한 시기에 나왔던 이정숙의 〈낙화유수〉가 한국인이 작사·작곡한 첫 번째 노래라고 하는 의견도 있는데, 유성기로 발표된 첫 번째 곡이 〈낙화유수〉(1927년 영화 낙화유수의 주제곡으로 1929년 동요가수인 이정숙이 취입해서 발표.)고, 최초로 불린 노래로 치면 1928년부터 나운규 작 〈아리랑〉의 주연이었던 영화배우 신일선이 부르고, 이후에 이애리수가 1931년 봄 취입하고, 1932년 빅타 레코드를 통해 발매되었던 〈황성옛터〉(발매할 당시 라벨에 인쇄되었을 때는 황성의 적으로 인쇄되어 있었다.)가 최초라고 볼 수 있다.
이 노래를 짓게 된 계기는 한국 최초의 남자 무용가로 불리는 조택원이 전수린에게 한 순회 극단의 연주자로 추천을 하고, 순회를 하던 도중 전수린은 개성에 도착했는데, 개성에 위치한 고려의 궁이었던 만월대가 거의 흔적도 없이 터만 남은 것을 보고 즉흥적으로 만들게 되었다.

## 반응
이애리수가 신일선 다음으로 〈황성옛터〉를 부르기 시작하고, 〈황성옛터〉는 큰 인기를 얻게 된다. 배우로 활동했던 이애리수는 〈황성옛터〉를 단성사에서 불렀는데 관객들은 이애리수에게 함성을 보내는 동시에 망국의 서러움에 눈물을 흘렸다. 이 노래는 삽시간에 전국으로 퍼져 불리게 되었고, 조선총독부는 이 곡을 금지시키고, 부르는 조선인을 족족 처벌하였으나, 줄어들기는커녕 오히려 일본에 대한 맞섬으로 이 노래를 부르게 된다. 이후 이애리수는 일본으로 건너가 레코드로 〈황성옛터〉를 취입하게 되고, 1개월 동안 5만장이 판매되었다. 당시 레코드와 유성기가 서민들의 물건이 아닌 것을 감안했을 때, 이는 5만장보다 더 큰 가치이다. 〈황성옛터〉의 파급력은 다음해인 1933년까지 계속된다. 1933년에 이애리수와 같은 시대에 활동했던 배우 겸 가수였던 이경설은 〈고성의 밤〉이라는 제목으로 황성옛터의 가사를 그대로 가져와서 불렀으나, 〈황성옛터〉를 부르는 것이 금지가 되었듯이, 〈고성의 밤〉은 발매 즉시 치안방해라는 이유로 금지곡으로 처분되고 회수당하기도 하였다. 〈황성옛터〉는 이애리수의 인기까지 드높이게 했는데, 이애리수의 명성이 떨어지고, 이난영, 왕수복, 선우일선 등 신예 가수들이 대거 연예계에 뛰어드는 1935년에 삼천리라는 잡지에서 10대 가수 인기투표를 실시했을 때, 가수 생활을 은퇴하고 1년이 넘었음에도 10위권 안에 들기도 했다. 금지곡이기도 했던 〈황성옛터〉는 이례적으로 재발매되었다는 기록이 있으며, 1961년에는 김진규, 문정숙, 황정순, 최남현 주연의 동명의 영화가 제작되어 방영되기도 하였다.

박정희가 이 곡을 좋아하였는데, 박정희가 초빙되었던 육군 본부 위문 공연에서 가수 조영남이 황성옛터를 부르라고 지시를 받았으나, 조영남은 〈황성옛터〉가 아닌 〈각설이 타령〉을 불렀고, 분위기가 싸해져 뒤늦게 황성옛터를 세 번 정도 불렀으나, 가사를 몰라 박정희는 들어가라는 말만 했다고 한다. 여기서 〈각설이 타령〉의 가사인 '작년에 왔던 각설이가 죽지도 않고 또 왔네' 부분이 이 일이 일어나기 1년 전에도 육군 본부를 들렀던 박정희를 비난한다는 오해의 소지가 생겨 심문을 받기도 했다. 1989년 9월 26일에 〈황성옛터〉의 작사가 왕평의 고향인 경상북도 영천시 조양공원에 황성옛터 노래비가 건립되었다. 노래비 뒷면에는 이런 말이 적혀있다.
| “ | 민족의 가슴에 뜨거운 혼을 심은 우리들의 노래 황성옛터 | ” |
|   | — 〈황성옛터〉의 노래비                               |   |

이후 2009년 10월 10일 청송향토문화벌전회의 후원을 받아서 경상북도 청송군 파천면 송강리 31번 국도볕 목계숲에 〈황성옛터〉의 두 번째 노래비가 건립되었다. 청송군은 왕평이 5세부터 7세까지 지낸 곳이기도 하며, 왕평의 묘소가 위치한 곳이기도 하다.

## 같이 보기
- 이애리수
- 전수린
- 왕평